# BBC BASIC
BBC basic is een programmeertaal, die oorspronkelijk was geschreven voor de BBC, de Britse omroep, om gebruikt te worden in de programma's over computers en hoe die te gebruiken.
BBC BASIC for Microsoft Windows, ook wel BB4W genoemd, is de laatste telg uit deze groep van BASIC's. Hij is compatibel met de eerdere versies van BBC basic, maar ondersteunt nu alle grafische mogelijkheden van Windows. Tevens zit er een volledige 80x86-machinetaal in geïntegreerd.
Het is een van de weinige BASIC's met uitgebreide mogelijkheden om geluid op de pc te produceren via de SOUND- en ENVELOPE-instructies.
Een gratis versie waarmee je kleinere programma's (tot zo'n 8 kB) kunt maken is beschikbaar op de site van de auteur.